# University of Portsmouth
Die University of Portsmouth (deutsch Universität Portsmouth) ist eine öffentliche Hochschule in Portsmouth, Hampshire, England. Zuvor war sie bekannt als Portsmouth Polytechnic von 1969 bis 1992, als sie den Universitätsstatus durch den Further and Higher Education Act 1992 erhielt.
Die Universität bietet eine Reihe von Disziplinen: Pharmazie, Internationale Beziehungen und Politik, Maschinenbau, Mathematik, Paläontologie, Kriminologie. 

## Geschichte
Sie lässt sich zurückverfolgen bis zur Portsmouth and Gosport School of Science and Art., die 1870 gegründet wurde. Technische Bildung wurde später eine Aufgabe der lokalen Behörde, die das Portsmouth Municipal Technical Institute 1894 gründete. 
Ab 1945 wurden künstlerische und geisteswissenschaftliche Fächer hinzugefügt, 1953 wechselte der Name zu Portsmouth College of Technology. 1969 wurde der polytechnische Status erreicht, in den späten 1980er Jahren war das Polytechnikum eines der größten in Großbritannien.

## Fakultäten
Wirtschaft und Recht
Portsmouth Business School
- Accounting and Financial Management
- Economics and Finance
- Organisation Studies and Human Resource Management
- Marketing and Sales
- Operations and Systems Management
- Strategy, Enterprise and Innovation
- Portsmouth Law School

Technologie
- School of Civil Engineering and Surveying
- School of Computing
- Institute of Cosmology and Gravitation
- School of Energy and Electronic Engineering
- School of Mechanical and Design Engineering
- School of Mathematics and Physics
- Department for Learning at Work

Natur- und Gesundheitswissenschaften
- School of Biological Sciences
- School of the Environment, Geography and Geosciences (mit Paläontologie)
- Dental Academy
- School of Health and Care Professions
- School of Pharmacy and Biomedical Sciences
- Department of Psychology
- School of Sport, Health and Exercise Science

Geistes- und Sozialwissenschaften
- Institute of Criminal Justice Studies
- School of Education and Childhood Studies
- School of Languages and Applied Linguistics
- School of Area Studies, History, Politics and Literature

Kreativ- und Kulturfächer
- Portsmouth School of Architecture
- School of Art, Design and Performance
- School of Film, Media and Communication
- School of Creative Technologies

## Zahlen zu den Studierenden
Von den 26.775 Studenten des Studienjahrens 2019/2020 waren 12.295 weiblich und 14.480 männlich. 20.430 Studierende kamen aus England, 75 aus Schottland, 355 aus Wales, 105 aus Nordirland, 1.180 aus der EU und 4.565 aus dem Nicht-EU-Ausland. 22.010 der Studierenden strebten ihren ersten Studienabschluss an, sie waren also undergraduates. 4.765 arbeiteten auf einen weiteren Abschluss hin, sie waren postgraduates. Davon arbeiteten 645 in der Forschung.

## Namhafte Gelehrte
- Sheila Hancock (* 1933), Kanzlerin 2007 bis 2012, bekannte Schauspielerin
- Wolfram Kaiser (* 1966), deutscher Europahistoriker und Politologe

## Bilder

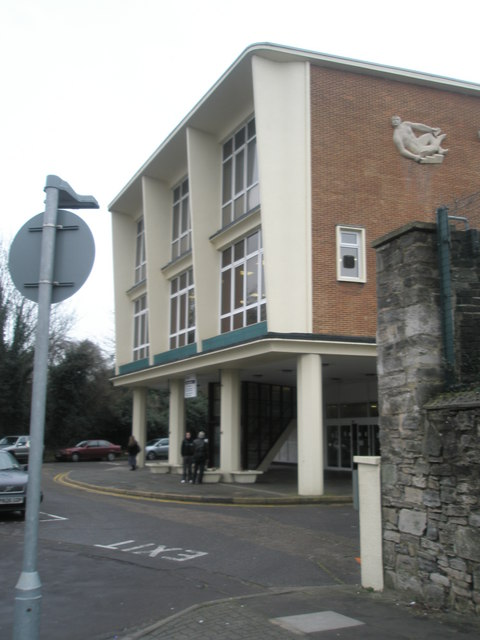
Anglesea Gebäude
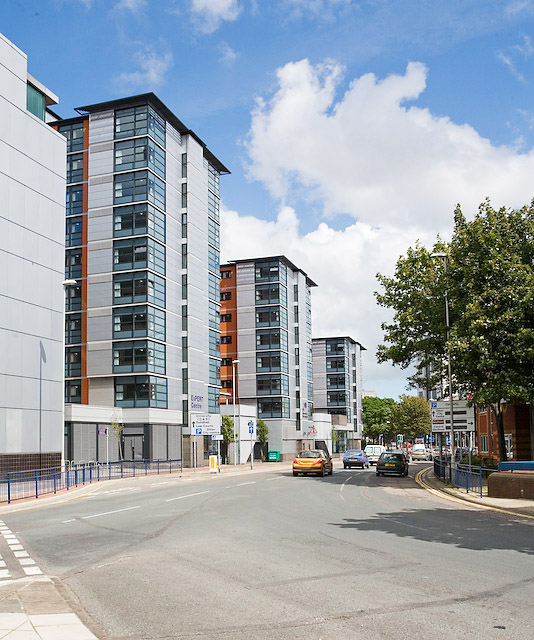
James Watson Gebäude
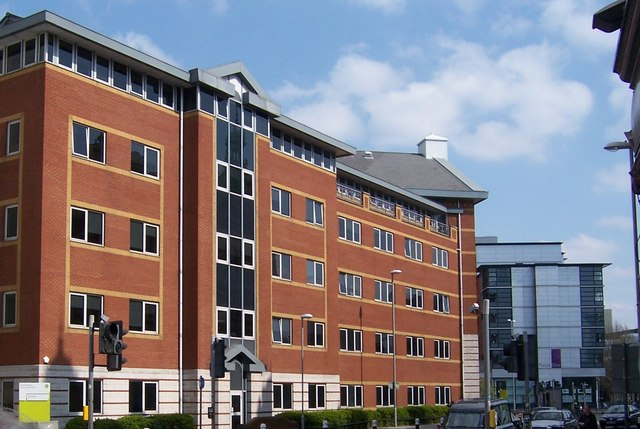
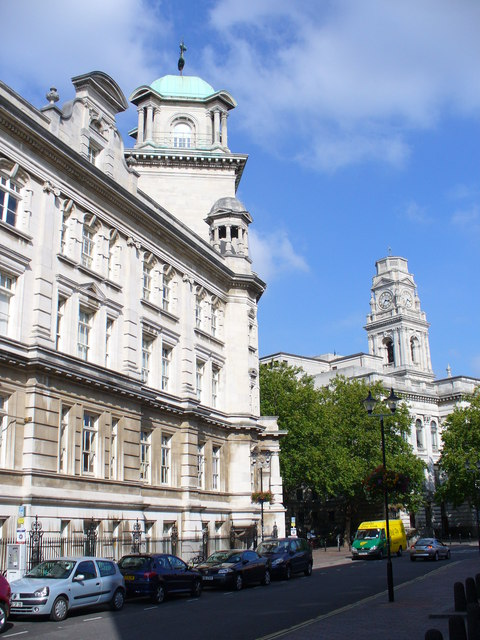
Park Gebäude
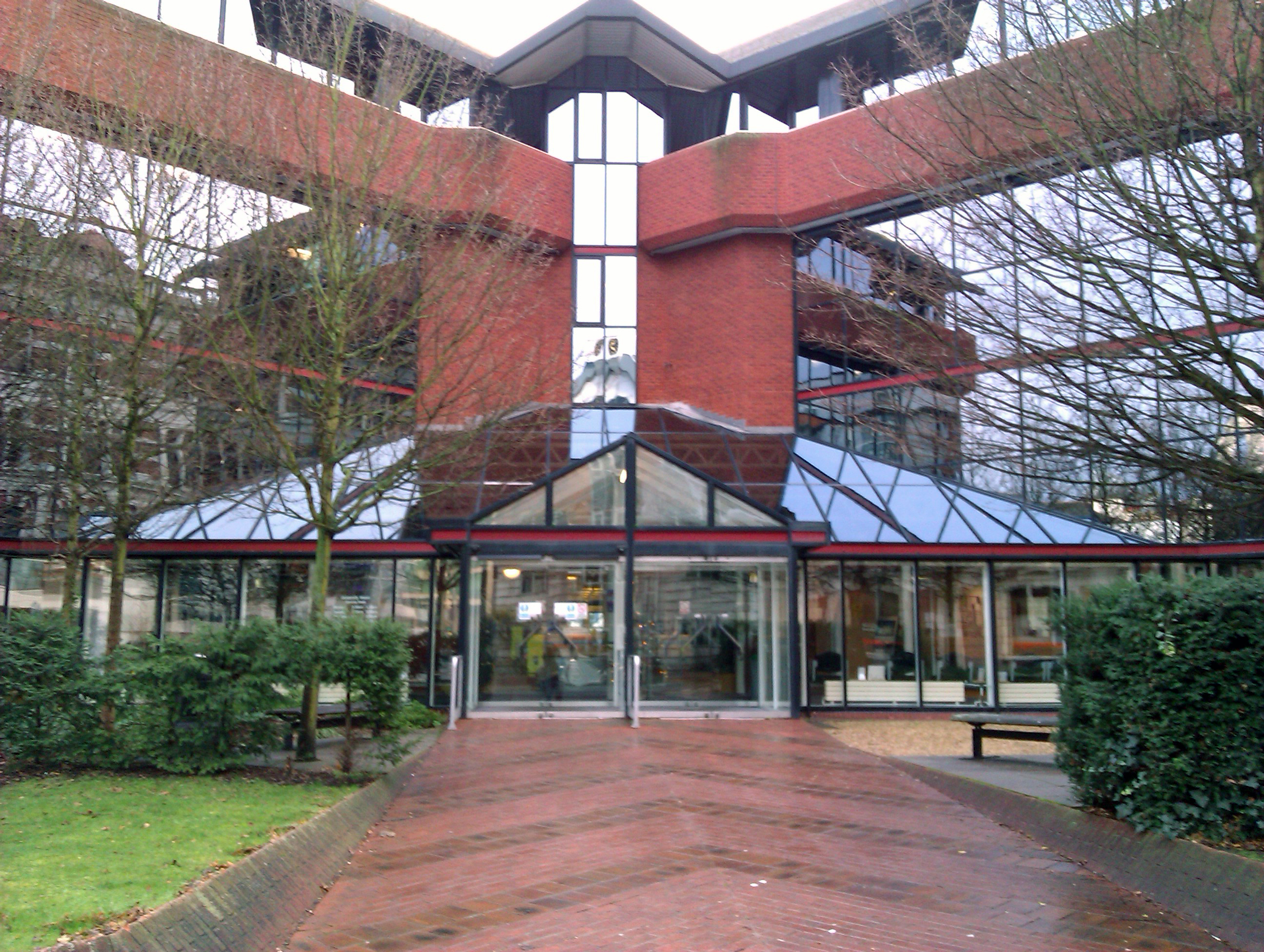
University House
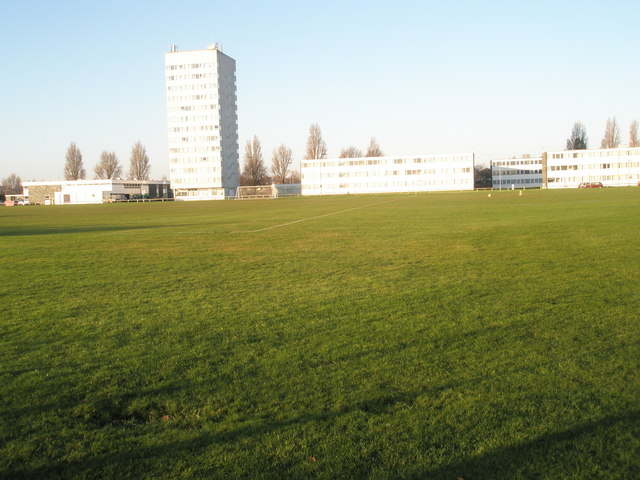
Sportanlagen
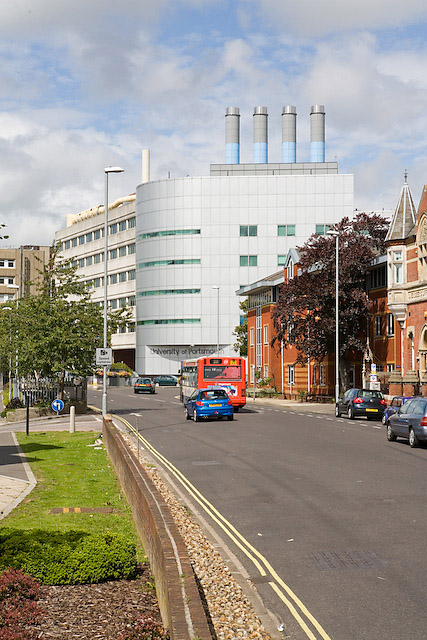
St Michael's building
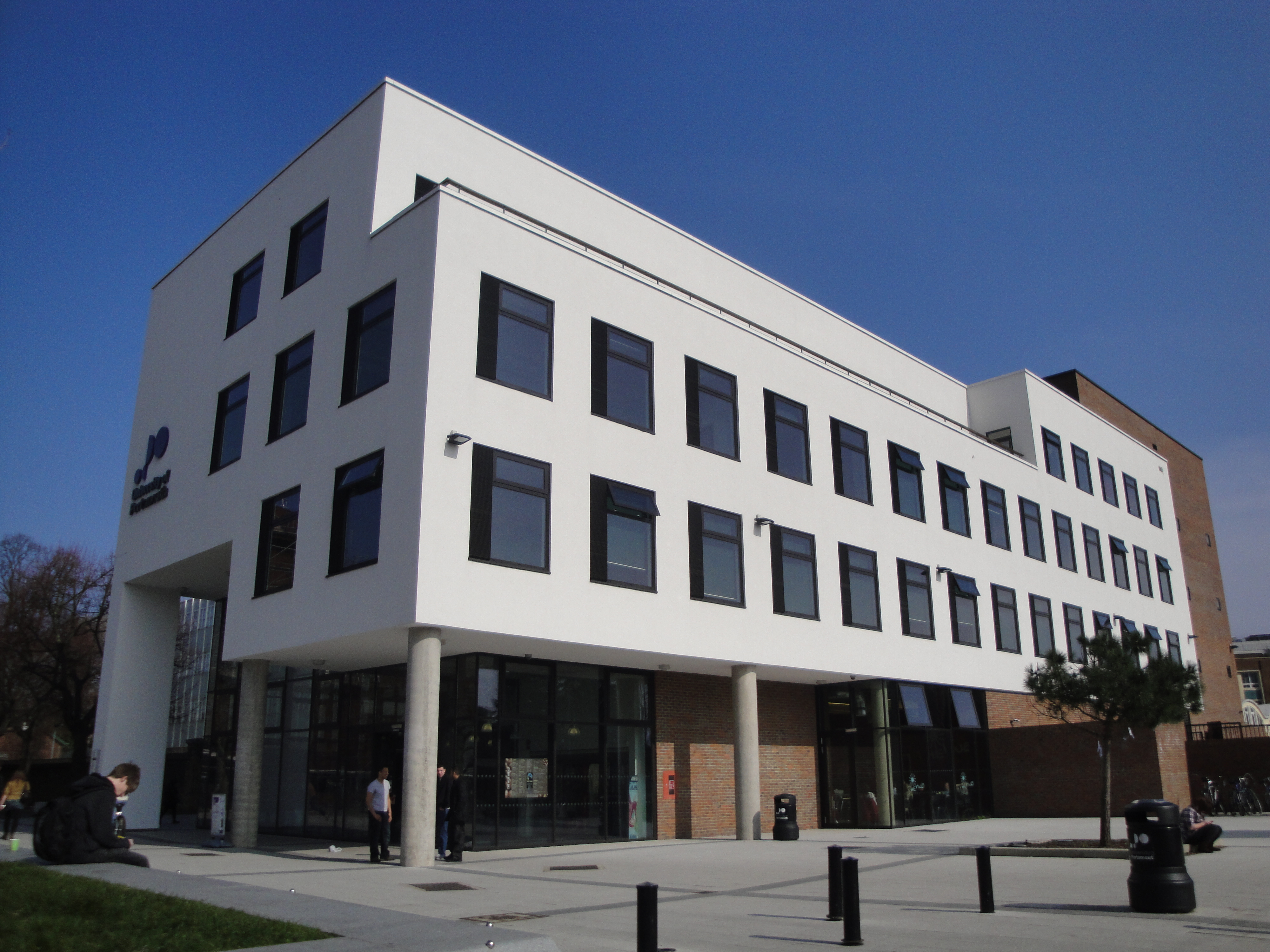
Dennis Sciama building
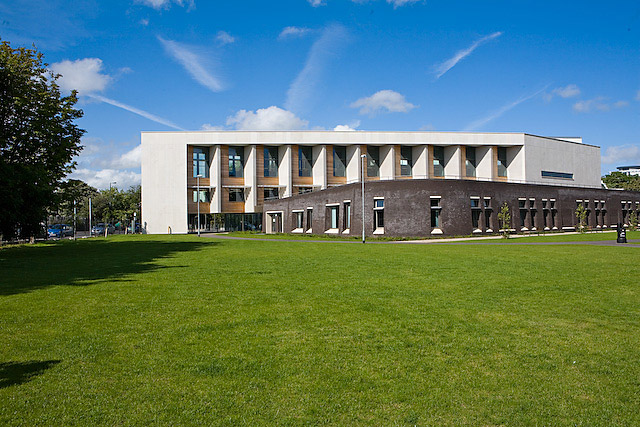
Bücherei
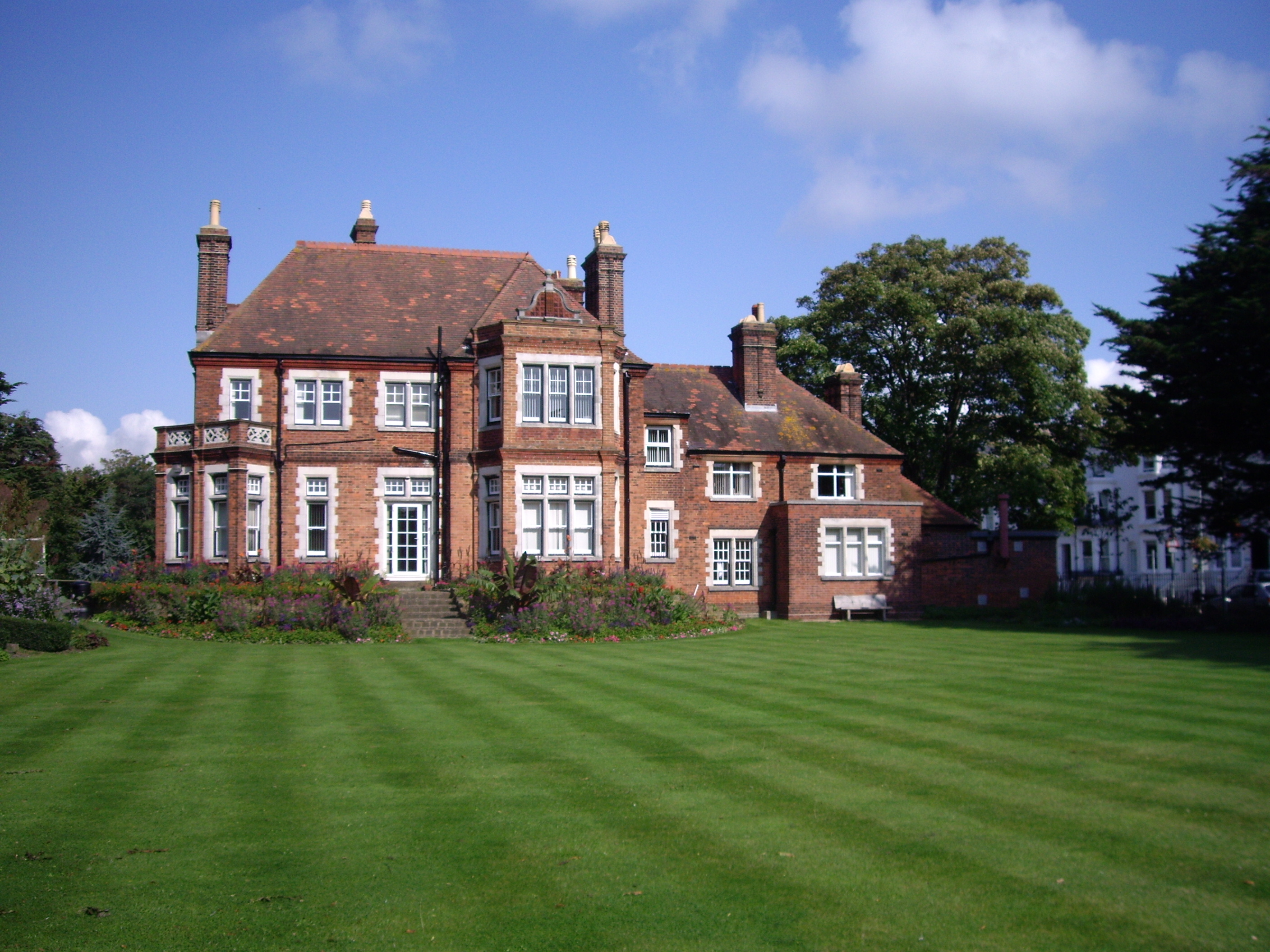
Ravelin House